# Sixte ajoutée
Sixte ajoutée (frz. „hinzugefügte Sexte“), kurz für Accord de la sixte ajoutée, genannt auch Subdominant-Quintsextakkord (Sigle: S56), ist die von Jean-Philippe Rameau eingeführte Bezeichnung für die einem Dreiklang hinzugefügte große Sextstufe. Nach Rameau ist der Akkord der Sixte ajoutée eine (satztechnische) Subdominante. Die charakteristische Dissonanz löst sich stufenweise aufwärts auf bei gleichzeitigem Quartfall im Fundament. Im folgenden Beispiel ist nach Rameau der Ton d als Sixte ajoutée zu betrachten, die sich stufenweise aufwärts zum e der C-Dur-Tonika auflöst:

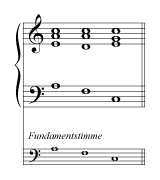
Auflösung eines Sixte-ajoutée-Akkordes über einen Quintanstieg (Quartfall). Im Sinne Rameaus ist im zweiten Akkord der Ton d' die hinzugefügte große Sexte (Sixte ajoutée), der Grundton des Akkordes ist f.

Den Gegenpol zu Subdominanten und ihrer spezifischen Akkordauflösung bilden nach Rameau Dominanten. Als Dominante wird ein Akkord bezeichnet, der durch die charakteristische Dissonanz der Septime gekennzeichnet ist, welche sich stufenweise abwärts auflöst bei gleichzeitigem Quintfall im Fundament. Rameau fordert dabei sogar, dass Septimen, die nicht real erklingen, in den entsprechenden Verbindungen hinzuzudenken sind. Das nächste Notenbeispiel zeigt eine Kadenz, die nach Rameau als Folge von Dominanten zu interpretieren wäre: Fundament a mit hinzugedachter Septime g, Fundament d mit Septime c, „tonische Dominante“ mit dem Fundament g und hinzugedachter Septime f sowie eine abschließende Tonika c:

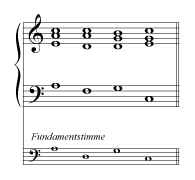
VI-II-V-I-Quintfallsequenz mit Kadenz. Im Sinne Rameaus ist im zweiten Akkord d' der Grundton eines kleinen Mollseptakkordes mit Terz im Bass (d-f-a-c mit Basston f). Das c ist Septime des Akkordes, die vorbereitet sein (d. h. im vorangehenden Akkord in der gleichen Stimme bereits vorhanden sein) muss und die sich stufenweise abwärts ins h' auflöst. In der Funktionstheorie wird hingegen der Ton d' als Sixte ajoutée angesehen.

Im Gegensatz zur Interpretation Rameaus wird in der Funktionstheorie der Klang d-f-a-c der Kadenz (bzw. der Moll-Septakkord der II. Stufe) als Subdominante mit hinzugefügter Sexte bzw. Sixte ajoutée beziffert (S56).
Die Diskrepanz zwischen Rameauscher Interpretation und funktionstheoretischer Deutung wird offensichtlich, wenn man bedenkt, dass in dem zweiten Beispiel das c des zweiten Akkords dissonant ist, vorbereitet und in das h stufenweise abwärts aufgelöst wird, während die Funktionsbezeichnung Sixte ajoutée suggeriert, das weder vorbereitete noch sich auflösende d sei die eigentliche Dissonanz des Akkordes, die dem F-Dur-Akkord hinzugefügt worden sei. In beiden Notenbeispielen findet sich der Klang f-d-a-c (von unten nach oben gelesen): Ob dieser Klang eine Subdominante mit Sixte ajoutée (Grundstellung: f-a-c-d) oder eine Dominante mit Septime (Grundstellung: d-f-a-c) im Sinne Rameaus ist, lässt sich nur über die Auflösung bzw. über den Kontext bestimmen.